# Penda de Mercia
Penda de Mercia (¿? - 15 de noviembre de 655) fue un rey de Mercia, reino situado en lo que hoy constituyen las actuales Midlands inglesas.
Penda era un rey pagano en una época en la que el cristianismo estaba extendiéndose por muchos de los reinos anglosajones. Participó en la derrota del poderoso rey de Northumbria, Edwin, en la batalla de Hatfield Chase en 633. Nueve años más tarde, derrotó y acabó con la vida del sucesor de Edwin, Osvaldo de Northumbria, en la batalla de Maserfield. A partir de esa victoria, Penda podría ser el más poderoso gobernante anglosajón de la época.
Derrotó a Anglia Oriental, obligó al rey Cenwahl de Wessex a exiliarse durante tres años, y continuó la guerra contra los bernicianos de Northumbria. Trece años después de la victoria de Maserfield, sufrió una aplastante derrota en la batalla de Winwaed al final de una campaña contra los bernicianos.